# مانشستر سيتي موسم 2020–21
كان موسم 2020–21 هو الموسم الـ119 لنادي مانشستر سيتي لكرة القدم منذ إنشائه وموسمه التاسع عشر على التوالي في الدوري الإنجليزي الممتاز. بالإضافة إلى الدوري المحلي، شارك مانشستر سيتي هذا الموسم في نسخ كأس الاتحاد الإنجليزي وكأس رابطة الأندية الإنجليزية المحترفة، بالإضافة إلى دوري أبطال أوروبا، ودخل المنافسة للعام العاشر على التوالي، وكانت أفضل نتيجة له الوصول إلى نصف النهائي في عام 2016. ويغطي الموسم الفترة من 16 أغسطس 2020 إلى 30 يونيو 2021.
خلال هذا الموسم، حقق مانشستر سيتي سلسلة انتصارات رائعة، استمرت لمدة 82 يومًا من ديسمبر 2020 إلى مارس 2021. خلال هذه الفترة، حطم مانشستر سيتي الأرقام القياسية لأكبر عدد من الانتصارات المتتالية لفريق إنجليزي من الدرجة الأولى في جميع المسابقات (21)، وأكبر عدد من الانتصارات المتتالية في الدوري لفريق من الدرجة الأولى منذ بداية العام التقويمي (13)، وعادل رقمه القياسي للنادي بـ28 مباراة دون هزيمة في جميع المسابقات.    حقق مانشستر سيتي أيضًا رقمًا قياسيًا في الفوز المتتالي خارج أرضه في جميع المسابقات لفريق من الدرجة الأولى (20)، ورقمًا قياسيًا للنادي والمنتخب الإنجليزي في المباريات المتتالية دون هزيمة خارج أرضه (23) ورقمًا قياسيًا إنجليزيًا في الفوز المتتالي خارج أرضه في الدوري (12) خلال هذا الموسم.  
في 14 أبريل، تقدم مانشستر سيتي إلى الدور نصف النهائي من دوري أبطال أوروبا لأول مرة منذ خمس سنوات، بعد خروجه من ربع النهائي ثلاث مرات متتالية في موسم 2018–20.  في 25 أبريل، هزم البلوز توتنهام ليحققوا لقب كأس الرابطة للمرة الرابعة على التوالي والثامنة بشكل عام، معادلين بذلك رقمهم القياسي.  في 4 مايو، وصل مانشستر سيتي إلى نهائي دوري أبطال أوروبا لأول مرة في تاريخه بعد أن هزم باريس سان جيرمان بنتيجة 4–1 في مجموع المباراتين في الدور نصف النهائي.  في يوم 11 مايو، تم تأكيد فوز مانشستر سيتي رسميًا بلقب الدوري الإنجليزي الممتاز للمرة الثالثة في أربعة مواسم بعد هزيمته 1-2 على أرضه أمام صاحب المركز الثاني مانشستر يونايتد على يد ليستر سيتي. في 29 مايو، هُزم مانشستر سيتي بنتيجة 1-0 أمام تشيلسي في نهائي دوري أبطال أوروبا، مما أنهى آمالهم في الفوز بالثلاثية والفوز بأول كأس أوروبية منذ عام 1970 .
كان روبن دياز وفيل فودين وكيفن دي بروين وبيب غوارديولا من بين ممثلي السيتي الذين تم تكريمهم في جوائز نهاية الموسم المختلفة.   كان هذا الموسم هو الأول منذ موسم 2009–10 بدون دافيد سيلفا، الذي رحل للانضمام إلى ريال سوسيداد.